# アペニン山脈

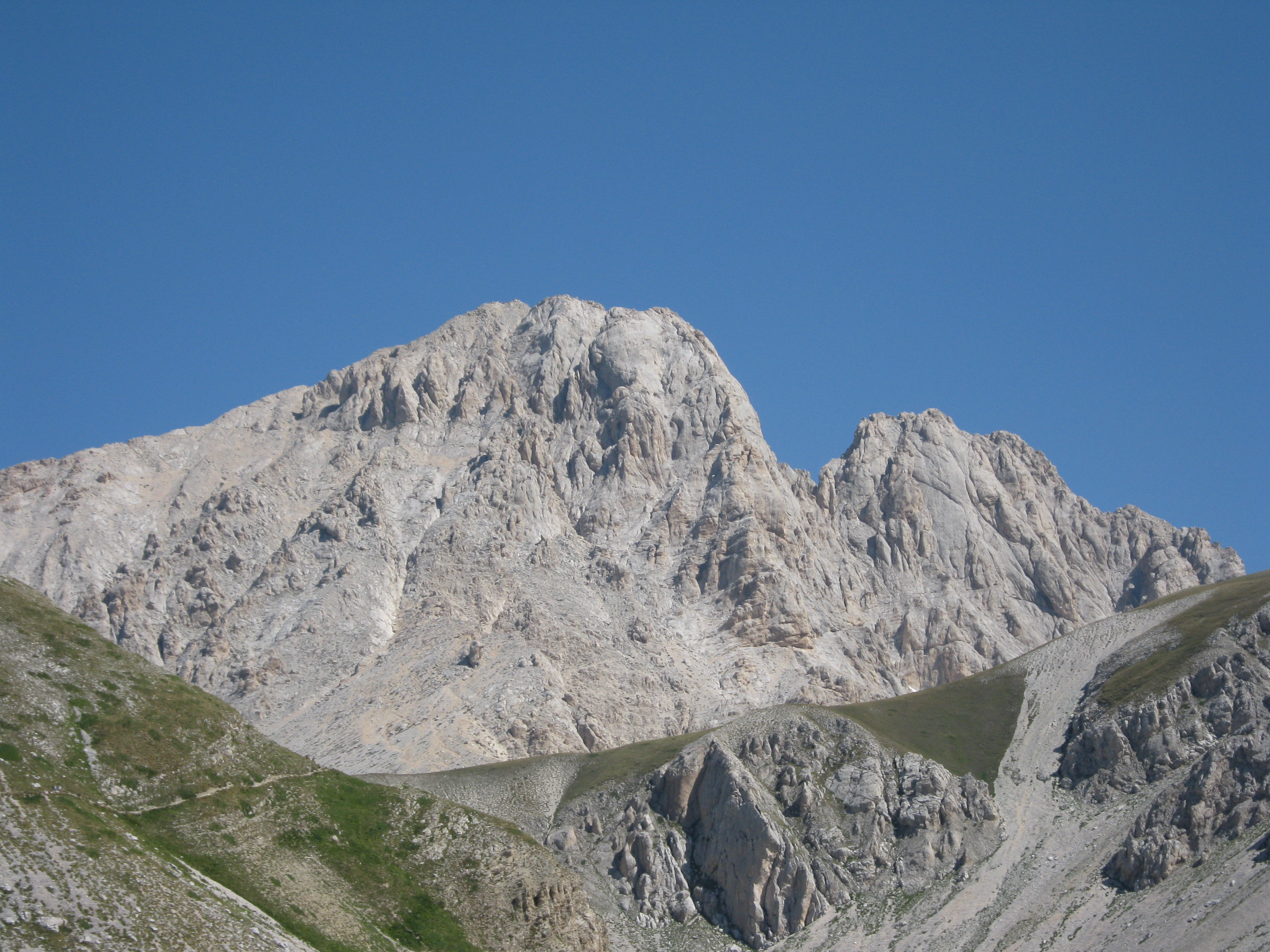
最高峰のコルノ・グランデの山容。

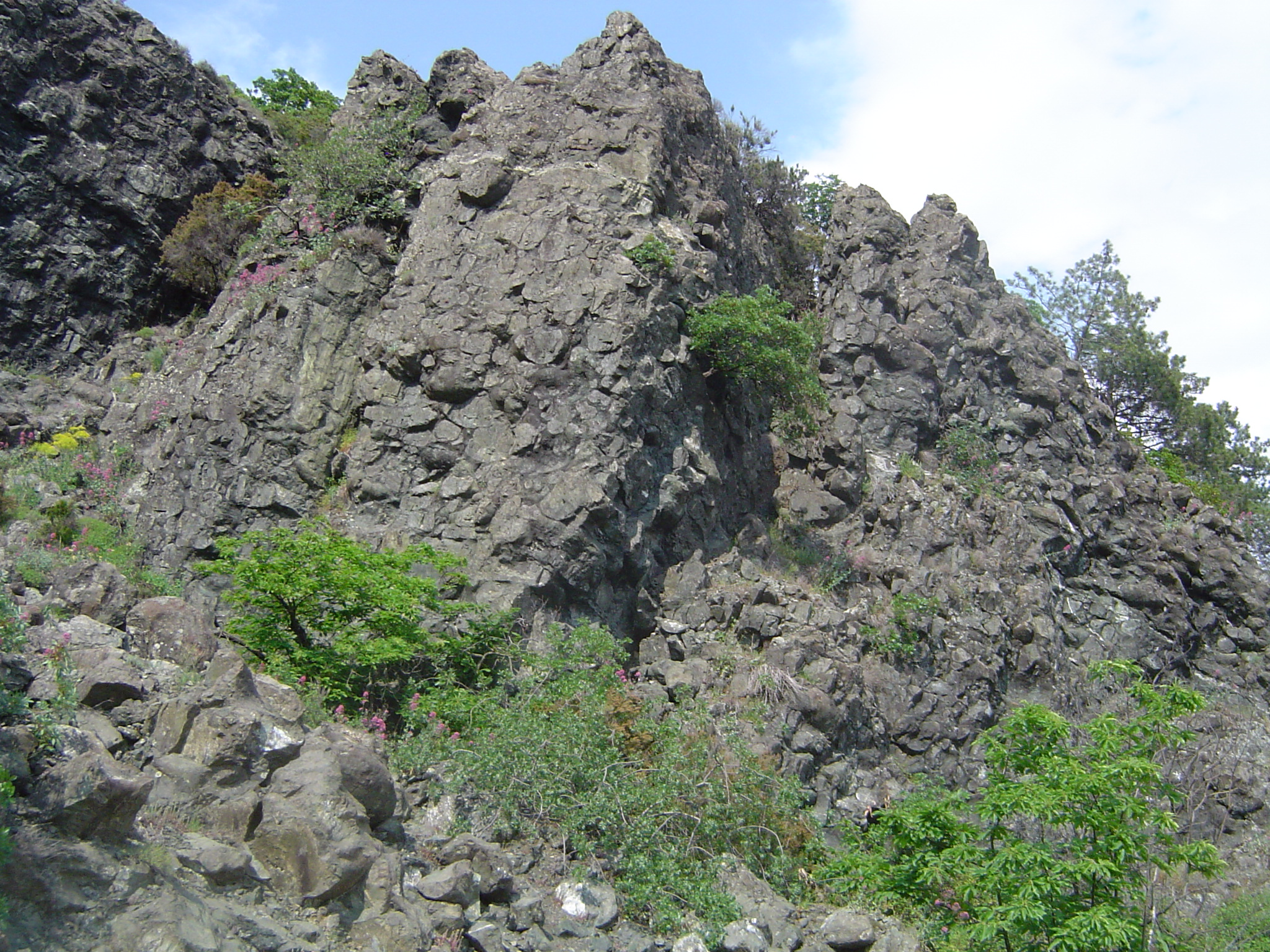
北アペニン山脈で見られる枕状溶岩。この溶岩が噴出した時は、ここが水中であったことを意味する。

アペニン山脈（アペニンさんみゃく）とは、イタリア半島を縦貫する脊梁山脈である。片仮名転記では、イタリア語風にアッペンニーニ（イタリア語: Appennini）と表記されたり、英語風にアペナイン（英語: Apennine）と表記される場合も有るものの、本稿では「アペニン山脈」の表記に統一する。山脈の長さは全体で約1200 km に達するが、北・中央・南の3つに区分される。最高峰は中央アペニン山脈に属する、標高2912 m のコルノ・グランデである。

## 地質
アペニン山脈は新期造山帯であり、アフリカプレートがユーラシアプレートに衝突した影響による造山運動により形成された。まず、これらのプレートの動きにより、白亜紀末期から、アルプス山脈が隆起して形成された。アペニン山脈はそれより遅れて誕生し、2000万年前の新第三紀の初めから隆起が始まり現在の姿となったと考えられている。ただし、アペニン山脈はアルプス山脈の一部として形成されたのではなく、その証拠として、アドリア海からポー平原へと続く沈降域の南側の隆起帯で、正断層が発達している点が挙げられる。
なお、北アペニン山脈には蒸発岩の1種である石膏によるカルスト地形が見られ、そこに900箇所以上の洞窟が狭い地域に集まっている。その洞窟の長さを全て合算すると、100 km 以上に達する。このカルスト地形と洞窟群は、2023年にユネスコの世界遺産に登録された。

## 生物圏保護区
トスカーナ州とエミリア＝ロマーニャ州を跨ぐトスコ＝エミリアーノ・アペニン山脈のチーザ峠からフォルビチ峠までの一帯は、イタリア政府によりアッペンニーノ・トスコ＝エミリアーノ国立公園に指定されている。この部分は、中央ヨーロッパと南ヨーロッパの地理的および気候的境界を成している。この一帯には、アルプスオダマキなどの固有種の植物が生育し、メガネイモリ、ホクオウクシイモリ、タイリクオオカミ、イヌワシ、オウシュウオオチャイロハナムグリなどの動物が棲息している。このため2015年に、ユネスコの生物圏保護区に指定された。